# Podlužany (Bánovce nad Bebravou)
Podlužany é um município da Eslováquia, situado no distrito de Bánovce nad Bebravou, na região de Trenčín. Tem 14,02 km² de área e sua população em 2018 foi estimada em 855 habitantes. Foi citado pela primeira vez em documento oficial no ano de 1295.

## Demografia
| Ano:        | 1994 | 2004   | 2014   | 2024    |
| ----------- | ---- | ------ | ------ | ------- |
| Broj ljudi: | 838  | 810    | 865    | 964     |
| Razlika:    |      | -3,34% | +6,79% | +11,44% |

| Ano:               | 2023 | 2024   |
| ------------------ | ---- | ------ |
| Número de pessoas: | 968  | 964    |
| Diferença:         |      | -0,41% |